# 十六进制
十六进制（英語：Hexadecimal，简写为Hex或下標16）在数学中是一种逢16进1的进位制。一般用数字0到9和字母A到F表示，其中：A~F相當於十進位的10~15，这些称作十六进制数字。
例如十进制數57，在二进制寫作111001，在16进制寫作39。
现在的16进制则普遍应用在计算机领域，这是因為將4個位元（Bit）化成單獨的16进制數字不太困難。1個位元組(Byte)可以表示成2個連續的16进制數字。可是，這種混合表示法容易令人混淆，因此需要一些字首、字尾或下標來顯示。

## 表示方式
不同電腦系統、編程語言對於16進位數值有不同的表示方式：
- Ada与VHDL用所基于的“数字引证”把16进制数包起来，例如“16#5A3#”。（注：Ada对整数和实数都可以使用从1到16中任何一个做为其基数。）而对于字节向量，VHDL使用字首 x 表示，例如，x"10"，对应的二进制码为："00010000"。
- C語言、C++、Shell、Python、Java語言及其他相近的語言使用字首「0x」，例如「0x5A3」。开头的「0」令解析器更易辨认数，而「x」則代表十六进制（就如「O」代表八进制）。在「0x」中的「x」可以大寫或小寫。对于字符量C语言中则以x+两位十六进制数的方式表示，如xFF。
  - C++11引进了十六进制浮点型字面常量。例如：0x1.2p10表示 （1+2/16）×210=115210。实际上，Visual C++一直以来使用的C/C++语言标准库函数printf，%a作为类型说明符来格式化输出浮点型值即为上述格式。例如：printf("%a",1152.0);
  - C/C++在表示字符型字面常量时，可以用：
    - 十六进制转义序列：如 \x1abf4 ，可以使用任意多的十六进制数字，直至不是十六进制数字为止；
    - 16位的通用字符名（universe-character name）：\u后面必须跟4个十六进制数字（不足四位前面用零补齐），表示Unicode中在0至0xFFFF之内的码位（但不能表示0xD800到0xDFFF之内的码点，Unicode标准规定这个范围内的码位保留，不表示字符）；
    - 32位的通用字符名：\U后面必须跟8个十六进制数字（不足八位前面用零补齐），表示Unicode中所有可能的码位（除0xD800到0xDFFF之外）。
- 在VB、MSX BASIC、Quick BASIC和FreeBASIC中，使用字首「&H」来表示。
- 在HTML，十六进制字元可以用「x」，例如&#x5a3;和&#1443;效果應該無異。
- Intel的汇编语言中用字尾「h」來标识16进位的數（若該數以字母起首，在前面會增加一個「0」）例如「0A3Ch」、「5A3h」
- 其他組譯器（AT&T、Motorola、6502），Pascal，Delphi和某些BASIC的版本使用字首「$」，例如「$5A3」
- 亦有用X'5A3'這類表示方式的，如于PL/I，COBOL及JCL中。这亦是IBM装载早期操作系统的大型机与小型机上最常用的数据格式。

由于表示方式没有单一、已协定的标准，所以以上的表示方式都有被使用，有时甚至在同一份论文上会出现几个不同的表示方式。但因为各方式之间没有太大的分歧，所以即使混合使用也没有构成问题。
其中最常用（或常见）表示十六进制数值的方式是将 '0x' 加在数字前，或在数字后加上小字 16。例如 0x2BAD 和 2BAD16 都是表示十进制的11181（或1118110）。
在網頁設計上十六進位是很常用的。HTML和CSS使用十六進位的表示法來表示網頁上的特定顏色。使用 # 的符號來表示而非用個別的符號表示十六進位。24-bit 顏色可以用 #RRGGBB 的格式來表示，RR 是顏色中紅色成分的數值，GG 是顏色中綠色成分的數值，BB 顏色中藍色成分的數值。舉個例子, 紅色的陰影是十進位238,9,63可以編成 #EE093F。參見网页颜色.
在URL的特殊字元亦是用ASCII中的十六进位，每字節都有百份比符號（%）在前，例如：空格就表示为%20，而中文维基百科的首页地址就是 https://zh.wikipedia.org/wiki/Wikipedia:%E9%A6%96%E9%A1%B5 。在一些现代的浏览器，如Firefox中，地址中十六进制编码会被解码成实际字符，所以在这些浏览器中中文维基百科的首页地址显示成 https://zh.wikipedia.org/wiki/Wikipedia:首页 。

### 表示方法表
此中hex带入具体16进制数。
| 环境                | 格式           | 备注             |
| ------------------- | -------------- | ---------------- |
| URL                 | %hex           |                  |
| XML, XHTML          | &#xhex         |                  |
| HTML, CSS           | #hex           | 6位,用于表示颜色 |
| Unicode             | U+hex          | 6位,表示字符编码 |
| MIME                | =hex           |                  |
| Modula-2            | #hex           |                  |
| Smalltalk, ALGOL 68 | 16rhex         |                  |
| Common Lisp         | #xhex或#16rhex |                  |
| IPv6                | 8个hex用:分隔  |                  |

## 十六進位的分數
與其他進位系統一樣，十六進位的系統可以用來表達分數，而循環小數也是很常見的：
|      |   |     |      |   |       |      |   |         |       |   |        |
| 1÷ 1 | = | 1   | 1÷ 5 | = | 0.3   | 1÷ 9 | = | 0.1C7   | 1÷ D  | = | 0.13B  |
| 1÷ 2 | = | 0.8 | 1÷ 6 | = | 0.2A  | 1÷ A | = | 0.19    | 1÷ E  | = | 0.1249 |
| 1÷ 3 | = | 0.5 | 1÷ 7 | = | 0.249 | 1÷ B | = | 0.1745D | 1÷ F  | = | 0.1    |
| 1÷ 4 | = | 0.4 | 1÷ 8 | = | 0.2   | 1÷ C | = | 0.15    | 1÷ 10 | = | 0.1    |

由于基数16是平方（42），所以与10进制相比16进制小数的余数循环周期更加常见。十进制时当最简分母包含不存在于基数的素因数时就会出现循环小数。而16进制时所有分母不是2的幂情况下都会表现为循环小数。
然而由於儲存上的方便，浮點小數在電腦上一般都會採用二進位。

## 十六进制的转换

### 數學的計算方法

十六进制的乘法表

#### 十進位轉十六進位
採餘式定理分解，例如將487710轉成十六進位：
4877÷16=304...13(D)
304÷16=19...0
19÷16=1...3
1÷16=0...1
這樣就計到487710=130D16

### 编程中的函式

#### Visual Basic
- 十六进制转换为十进制：十进制（Long型）=CLng("&H" & 十六进制数（String型）)
- 十进制转换为十六进制：十六进制数（String型）=Hex$(十进制)

#### Javascript
Javascript 能以 toString() 函數來將十進位數字轉為其他任意進位格式（String類型）
```
var
 
num
 
=
 
255
;

num
.
toString
(
16
);
 
// 將之轉為十六進制

```

亦可用 parseInt() 函數將任意進位的字串轉為十進位數字
```
var
 
hexNum
 
=
 
"FF"
;

parseInt
(
hexNum
,
 
16
);
 
// 將十六進制轉為10進制

```

#### Python
調用Python內置int()函数把該字串轉為數字。以下為在Python解释器編程環境下的操作示範：
- 把十六进制的字串轉為十进制數字：

```
 
print
(
int
(
'ff'
,
 
16
))
  
# 255

```

- 把十进制數字转换为以十六进制表示之字串，可調用內置的hex()函数：

```
 
print
(
hex
(
255
))
  
# 0xff

```

- 調用BinAscii模块其中的b2a_hex()函数，可把以ASCII編碼的文字以十六进制表示：

```
 
print
(
binascii
.
b2a_hex
(
'A'
))
  
# 41

```

- 反之也可把以十六进制表示的文字，換成以ASCII編碼的文字：

```
 
print
(
binascii
.
a2b_hex
(
'41'
))
  
# A

```

#### Perl
十進位轉十六進位：
```
 
#!/usr/local/bin/perl

 
# filename: 10to16

 
for
 
(
$i
 
=
 
0
;
 
$i
 
<
 
@ARGV
;
 
$i
++
)

 
{

 	
printf
(
"%d\t= 0x%x\n"
,
 
$ARGV
[
$i
],
 
$ARGV
[
$i
]);

 
}

```

十六進位轉十進位：
```
 
#!/usr/local/bin/perl

 
# filename: 16to10

 
for
 
(
$i
 
=
 
0
;
 
$i
 
<
 
@ARGV
;
 
$i
++
)

 
{

 	
$val
 
=
 
hex
(
$ARGV
[
$i
]);

 	
printf
(
"0x%x\t= %d\n"
,
 
$val
,
 
$val
);

 
}

```

用例（类UNIX系统中）：
先进入以上文件所在的文件夹，然后执行命令：
```
> ./10to16 100 512 789
100	= 0x64
512	= 0x200
789	= 0x315
> ./16to10 AB 5D9
0xAB	= 171
0x5D9	= 1497
```